# Tipula furcula
Tipula furcula är en tvåvingeart som beskrevs av Mannheims 1954. Tipula furcula ingår i släktet Tipula och familjen storharkrankar. Inga underarter finns listade i Catalogue of Life.